# Dendrodoris elizabethina
Dendrodoris elizabethina is een slakkensoort uit de familie van de Dendrodorididae. De wetenschappelijke naam van de soort is voor het eerst geldig gepubliceerd in 1859 door Kelaart.